# ضاحية عبد الله السالم
ضاحية عبد الله السالم ، منطقة سكنية ضمن محافظة العاصمة في الكويت.

## التسمية
كان اسمها قديماً المجاص أو رمادان وهو المكان الذي يؤخذ منه (الجص)، ثم تغير الاسم إلى هذا الأسم الحالي تكريماً لحاكم الكويت الحادي عشر الشيخ عبد الله السالم الصباح، وهي تعتبر أول ضاحية في سلسلة الضواحي التي تحمل أسماء لبعض شيوخ الأسرة الحاكمة ممن خدموا البلاد.
ويقال أيضاً بإن اسمها سابقاً كان الروضة، نسبة لوجود الماء من قلبان الشامية القريبة ومصبها بروضة (الروض) المكان المنخفض. والبعض الآخر يسميها الشامية الشرقية.

## معالم تمتاز بها المنطقة
- مسجد السهول، مكانه قطعة 4 وكان يأم فيه فضيلة الشيخ محمد سليمان الجراح.
- مسجد فاطمة، موجود في قطعة 3 يمتاز بشكله المعماري المميز حيث تشكل قبته حرم المسجد.
- حديقة أسرار القبندي، وهي حديقة سميت باسم الشهيدة أسرار القبندي تخليداً لذكراها.
- مسجد المطير، مكانه في قطعة 4 وكان يأم فيه قبل الغزو العراقي الشيخ وليد إبراهيم الدليمي وخطيب المسجد هو محمد سليمان الجراح.
- قاعة أحمد العدواني، وهي موجودة في قطعة 3 ظمن قطاع الخدمي للجمعية التعاونية وهي قاعة فنون لعرض اللوحات والأعمال الفنية.
- مسجد محمد جاسم السداح شيد هذا المسجد في قطعة 2 بسنة 2011 وهو من المساجد القليلة التي تمتاز بدمج العمارة الإسلامية القديمة مع العمارة الهندسية الحديثة.